# 東青梅駅

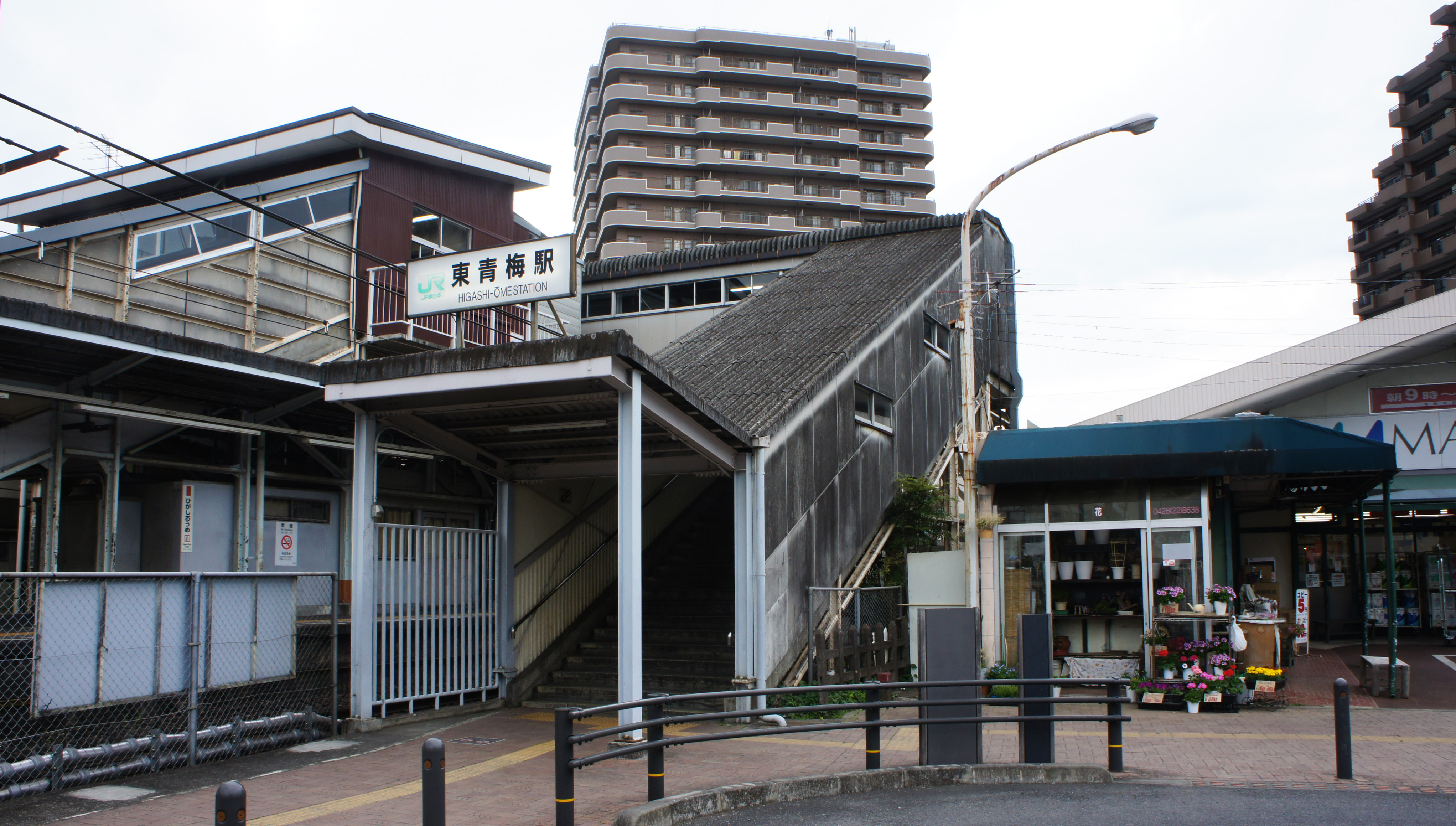
北口（2021年4月）

東青梅駅（ひがしおうめえき）は、東京都青梅市東青梅一丁目にある、東日本旅客鉄道（JR東日本）青梅線の駅である。駅番号はJC 61。
青梅線は立川駅から当駅構内河辺駅寄りの分岐器までが複線であり、当駅から終点の奥多摩駅まで単線となる。八王子支社管轄の駅。

## 歴史
- 1932年（昭和7年）10月1日：青梅電気鉄道の東青梅停留場として開業[1][3]。旅客営業のみ[3]。
- 1944年（昭和19年）4月1日：青梅電気鉄道が戦時買収私鉄に指定され国有化、運輸通信省青梅線の東青梅駅となる[3]。荷物扱い開始[3]。
- 1945年（昭和20年）7月29日：駅で停車中の電車が米軍機に銃撃を受ける事件が発生。
- 1964年（昭和39年）
  - 3月1日：荷物扱い廃止[3]。
  - 3月5日：橋上駅舎完成[1][4]。
- 1982年（昭和57年）11月15日：10両編成への対応のためホームを延長。
- 1987年（昭和62年）4月1日：国鉄分割民営化に伴い、東日本旅客鉄道（JR東日本）の駅となる[3]。
- 1995年（平成7年）12月22日：自動改札機を設置し、供用開始[5]。
- 2001年（平成13年）11月18日：ICカード「Suica」の利用が可能となる[広報 1]。
- 2005年（平成17年）3月25日：みどりの窓口の営業を終了し、代替として「もしもし券売機Kaeruくん」を設置[6]。
- 2012年（平成24年）1月26日：「もしもし券売機Kaeruくん」を廃止、多機能券売機を設置。
- 2017年（平成29年）2月14日：東京圏輸送管理システム（ATOS）を導入。
- 2023年（令和5年）5月14日：ホーム延伸工事に伴い1面1線化[2]。

## 駅構造
単式ホーム1面1線を有する地上駅で、橋上駅舎を持つ。出入口は北口・南口の2か所で、エレベーターは南口に設置されている。
かつては島式ホーム1面2線を有する構造で、駅の青梅方に単線・複線の切り替え地点となる分岐器が設けられていた。その後、中央線・青梅線立川 - 青梅駅間でのグリーン車導入に伴うホームの12両対応改築に際し、当駅は前後の踏切の制約から従来の1面2線を維持できないため、2023年5月14日より単複合流の分岐器を駅の河辺方に移設し、従来の1番線を廃止、上下列車とも従来の2番線側（これ以後はのりば番号なし）に発着するよう変更された。
JR東日本ステーションサービスが駅業務を受託している青梅駅管理の業務委託駅。自動券売機3台（1台は多機能券売機）や自動改札機などが設置されているが、初電から6:30までは無人となるため、ICカード以外では乗車駅証明書発行機を利用することとなる。2005年にみどりの窓口が廃止され、その代替として「もしもし券売機Kaeruくん」が設置されたが、2012年1月26日20時をもって営業終了し撤去された。

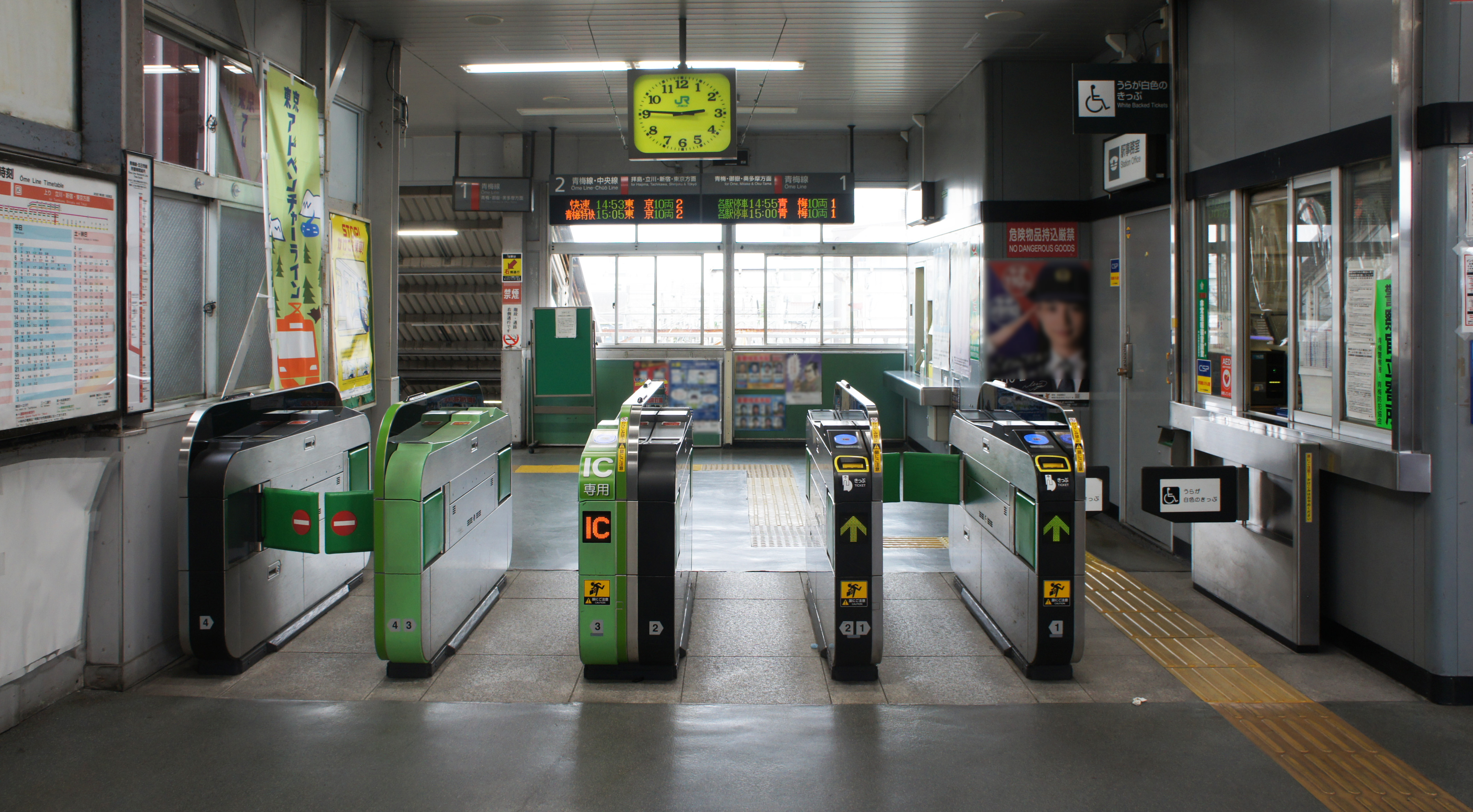
改札口（2021年4月）
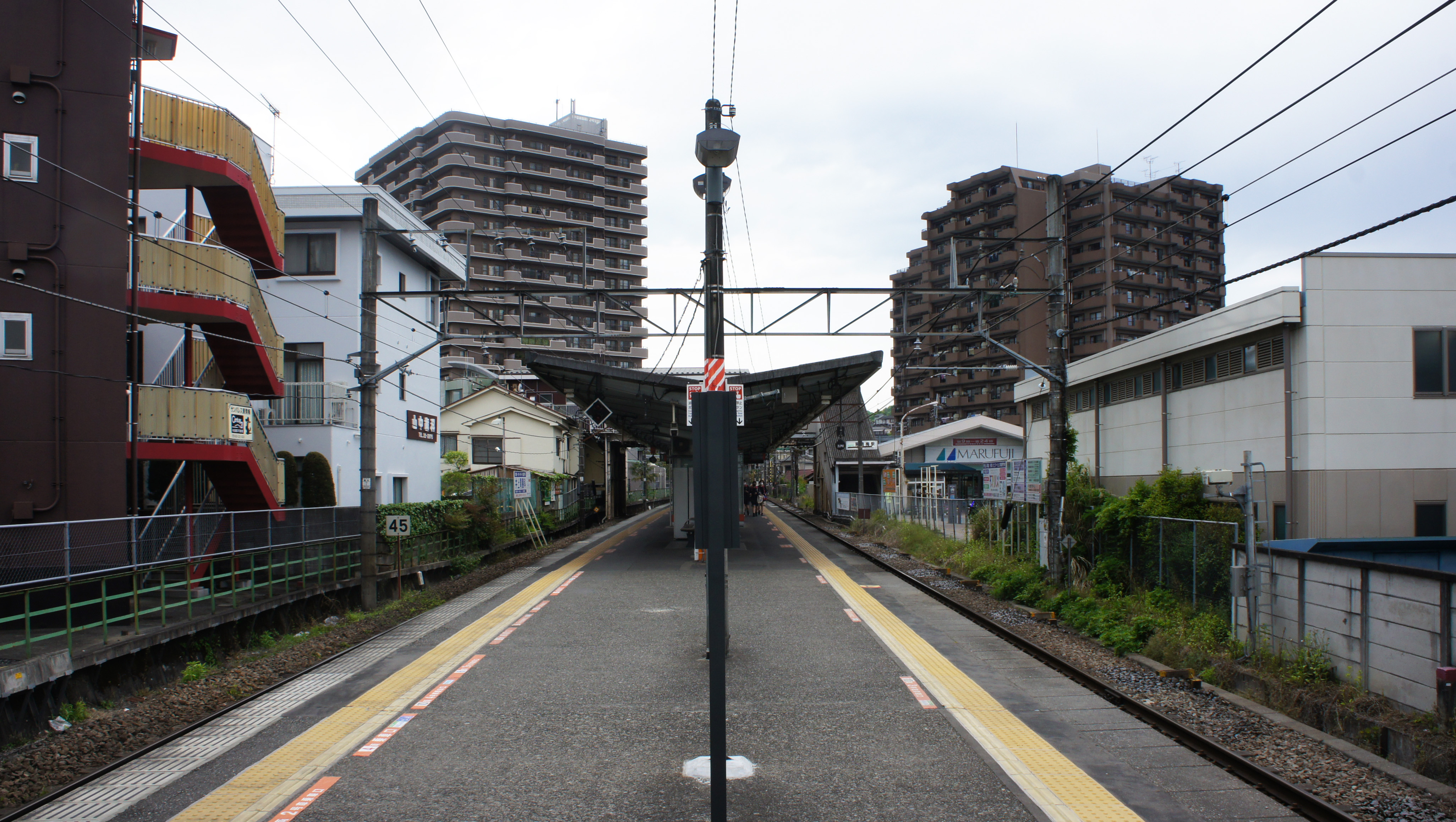
ホーム（2021年4月）

## 利用状況
2023年度（令和5年度）の1日平均乗車人員は6,002人である。
1990年度（平成2年度）以降の1日平均乗車人員の推移は下記の通りである。
| 年度               | 1日平均 乗車人員 | 出典     |
| ------------------ | ---------------- | -------- |
| 1990年（平成02年） | 6,644            | [ * 1 ]  |
| 1991年（平成03年） | 6,937            | [ * 2 ]  |
| 1992年（平成04年） | 6,989            | [ * 3 ]  |
| 1993年（平成05年） | 6,814            | [ * 4 ]  |
| 1994年（平成06年） | 6,592            | [ * 5 ]  |
| 1995年（平成07年） | 6,478            | [ * 6 ]  |
| 1996年（平成08年） | 6,712            | [ * 7 ]  |
| 1997年（平成09年） | 6,674            | [ * 8 ]  |
| 1998年（平成10年） | 6,616            | [ * 9 ]  |
| 1999年（平成11年） | 6,634            | [ * 10 ] |
| 2000年（平成12年） | 6,719            | [ * 11 ] |
| 2001年（平成13年） | 6,772            | [ * 12 ] |
| 2002年（平成14年） | 6,818            | [ * 13 ] |
| 2003年（平成15年） | 6,852            | [ * 14 ] |
| 2004年（平成16年） | 6,784            | [ * 15 ] |
| 2005年（平成17年） | 6,635            | [ * 16 ] |
| 2006年（平成18年） | 6,686            | [ * 17 ] |
| 2007年（平成19年） | 6,821            | [ * 18 ] |
| 2008年（平成20年） | 6,962            | [ * 19 ] |
| 2009年（平成21年） | 6,864            | [ * 20 ] |
| 2010年（平成22年） | 6,804            | [ * 21 ] |
| 2011年（平成23年） | 6,724            | [ * 22 ] |
| 2012年（平成24年） | 6,782            | [ * 23 ] |
| 2013年（平成25年） | 6,873            | [ * 24 ] |
| 2014年（平成26年） | 6,663            | [ * 25 ] |
| 2015年（平成27年） | 6,726            | [ * 26 ] |
| 2016年（平成28年） | 6,690            | [ * 27 ] |
| 2017年（平成29年） | 6,601            | [ * 28 ] |
| 2018年（平成30年） | 6,557            | [ * 29 ] |
| 2019年（令和元年） | 6,493            | [ * 30 ] |
| 2020年（令和02年） | 5,152            |          |
| 2021年（令和03年） | 5,449            |          |
| 2022年（令和04年） | 5,771            |          |
| 2023年（令和05年） | 6,002            |          |

## 駅周辺
駅周辺には商店とマンションなどの住宅が混在しているが、近年マンションが急速に建てられ、西多摩地域最大のマンション街になった。青梅市役所や公共施設の最寄り駅でもあるため、実質的には青梅市の顔となる駅である。

### 街道・河川
- 青梅街道
- 旧青梅街道
- 奥多摩街道
- 成木街道
- 秋川街道
- 多摩川
- 霞川

### 官公庁・公共施設
- 青梅労働基準監督署
- ハローワーク青梅
- 青梅市役所
- 青梅市教育センター
- 青梅市福祉センター
- 青梅市健康センター
- 青梅市シルバー人材センター
- 青梅簡易裁判所
- 東京都西多摩保健所[10]

### 教育施設
- 東京都立青梅総合高等学校（旧・東京都立農林高等学校）
- 青梅市立第二中学校
- 青梅市立第四小学校
- 多摩リハビリテーション学院

### 商工業施設・金融機関など
- 東青梅センタービル - 青梅市観光協会、カーブス、モスバーガー東青梅センタービル店などが入居。青梅市役所が改築される前は分署として使われた。
- 青梅信用金庫 本店
- マルフジ 東青梅店
- 東青梅セントラルスポーツクラブ
- 青梅郵便局
- JA西東京 東青梅支店
- りそな銀行 東青梅支店
- みずほ銀行 東青梅支店

### 観光
- 青梅鉄道公園
- 吹上しょうぶ公園

### 寺社・史跡
- 塩船観音寺
- 虎柏神社
- 勝沼城址

## バス路線
| 運行事業者   | 系統・行先 | 備考       |
| 東青梅駅前   | 東青梅駅前 | 東青梅駅前 |
| ------------ | --- | ---------- |
| 都営バス     | - 梅74甲：成木市民センター前（循環）・岩井堂 / 青梅車庫・裏宿町・青梅駅前 - 梅76甲：上成木 / 青梅車庫・裏宿町・青梅駅前 - 梅77丁：河辺駅南口 / 青梅駅前 - 梅77丙：青梅駅前                                                          |            |
| 西東京バス   | 急行：河辺駅南口 |            |
| 東青梅駅北口 | |            |
| 都営バス     | - 梅70：花小金井駅北口・小平駅前・東大和市駅前 / 青梅車庫 - 梅74甲：成木市民センター前（循環）・岩井堂 / 青梅車庫・裏宿町・青梅駅前 - 梅74乙：成木市民センター前（循環） / 河辺駅北口 - 梅76甲：上成木 / 青梅車庫・裏宿町・青梅駅前 |            |
| 東青梅       | |            |
| 西武バス     | 飯41-1：飯能駅南口 / 東青梅駅 |            |
| 東青梅駅     | |            |
| 西武バス     | 飯41-1：飯能駅南口 |            |

## 隣の駅
東日本旅客鉄道（JR東日本）
 青梅線
■特別快速「ホリデー快速おくたま」（土休日のみ）
通過
■通勤特快（平日上りのみ）・■青梅特快・■通勤快速（平日下りのみ）・■快速・■各駅停車（以上はいずれも青梅線内は各駅に停車）
河辺駅 (JC 60) - 東青梅駅 (JC 61) - 青梅駅 (JC 62)

### 記事本文